# Bartłomiej Wiendlocha
Bartłomiej Wiendlocha – polski fizyk, doktor habilitowany inżynier, profesor Akademii Górniczo Hutniczej, specjalizujący się w fizyce fazy skondensowanej
W 2004 roku obronił pracę magisterską, w 2009 roku doktoryzował się na podstawie pracy Teoretyczne badania własności nadprzewodzących i magnetycznych wybranych układów międzymetalicznych (promotorem był dr hab. Janusz Toboła), habilitował się w 2019 roku na podstawie cyklu prac Domieszki rezonansowe w materiałach termoelektrycznych – struktura elektronowa i własności transportowe.
Pracował jako asystent, adiunkt, a od 2019 roku jako profesor uczelni na Wydziale Fizyki i Informatyki Stosowanej Akademii Górniczo Hutniczej.
Nagrodzony Nagrodą im. Mariana Mięsowicza w 2021 roku.